# Théophile de Giraud
Théophile de Giraud (nascido em 19 de novembro de 1968) é um escritor belga, filósofo e ativista de língua francesa.

## Trabalho literário
Publicado em 2000, o primeiro livro de De Giraud, The Impertinence of Procreation, é um apelo contra a reprodução humana, usando uma mistura de humor e provocação. Famoso por suas muitas excentricidades, De Giraud foi listado na antologia Les Fous Littéraires pelo patafísico André Blavier.
O ensaio de De Giraud, The Art of Guillotining the Procreators: Anti-Natalist Manifesto, publicado em 2006, é uma reescrita de sua primeira obra. A mensagem central do trabalho é "Se você ama crianças, não as crie". Depois de tentar mostrar que a vida é apenas dor e que a ética é incompatível com a reprodução, De Giraud defendeu a formação escolar para a paternidade, adoção e uma greve de procriação para acabar com a reprodução imposta pelo patriarcado. Ele citou muitos autores clássicos para ilustrar seus pontos.
Em outro registro, De Giraud descrito como um "dândi punk em ruptura", publicou em 2008 um ensaio poético sobre a onda de frio intitulado "Amor frio, sexo satânico e suicídio engraçado", com prefácio de Jean- Luc De Meyer, vocalista do Front 242. Por meio de inúmeros trechos de canções, ele revisa vários temas do movimento das ondas de frio e da origem do movimento gótico, como o amor ao sexo e a morte, o ódio à família e até a celebração do fim do mundo e da raça humana; tudo com um estilo bem humorado e inventivo.
De Giraud também contribuiu para o livro coletivo Fewer, More Happy: The Urgency to Rethink Demography, compilado por Michel Sourrouille.

## Ativismo
Figura do movimentos antinatalistas e childfree, De Giraud é um dos co-criadores do Dia dos Não Pais, celebrado entre 2009 e 2011, alternadamente em Bruxelas e Paris. Em 2008, ele cobriu uma estátua de Leopoldo II em Bruxelas com tinta vermelha, para denunciar a valorização pública do rei que estabeleceu o sistema colonial do Congo Belga. Em 2012, ele organizou um evento "denatalista" em Paris para chamar a atenção para o tabu da superpopulação e para o valor de se recusar a procriar por razões ecológicas.

## Prêmios
- Vencedor da Fundação Vocação Belga (1998)[2]
- Homem do ano childfree (2013)[20]

## Trabalhos selecionados
- The Impertinence of Procreation, Bruxelas, publicação independente, 2000.
- One Hundred Necromantic Haikus, prefácio de Jean-Pierre Verheggen, prefácio e posfácio de André Stas, Spa, ed. Galopin, 2004 (ISBN 9782916086071).
- The Art of Guillotining Procreators: An Anti-natalist Manifesto, Nancy, ed. The-Dead-Who-Trunk, 2006 (ISBN 978-2916502007).
- Diogenesis, Fluorescent Poems to Wait Between Two Genocides, Bruxelas, ed. Maelström, 2008 (ISBN 978-2-9303-5587-0).
- Cold Love, Satanic Sex and Funny Suicide, prefácio de Jean-Luc De Meyer, Nancy, ed. The-Dead-Who-Trunk, 2008 (ISBN 9782916502076).
- Aphorisms for the Use of Future Familicides, prefácio de Corinne Maier, prefácio de Serge Poliart, Bruxelas, ed. Maelström, 2013 (ISBN 2-9165-0200-9 ).